# Dekanat Zaśnięcia Matki Bożej (eparchia kaliningradzka)
Dekanat Zaśnięcia Matki Bożej – jeden z 3 dekanatów eparchii kaliningradzkiej Rosyjskiego Kościoła Prawosławnego. Obejmuje cerkwie położone w Królewcu (z wyjątkiem południowej części miasta).
Funkcję dziekana pełni protojerej Gieorgij Urbanowicz.

## Cerkwie w dekanacie[1]
- Cerkiew św. Aleksandra Newskiego w Królewcu – ul. Aleksandra Newskiego
- Cerkiew św. Andrzeja w Królewcu

Cerkiew Świętych Zachariasza i Elżbiety w Królewcu
Cerkiew św. Katarzyny w Królewcu
Cerkiew św. Ksenii Petersburskiej w Królewcu
- Sobór katedralny Chrystusa Zbawiciela (Narodzenia Pańskiego) w Królewcu

Cerkiew św. Teodora Uszakowa w Królewcu – prospekt Sowiecki
Cerkiew Świętych Piotra i Febronii w Królewcu
Kaplica św. Jerzego
Kaplica św. Jerzego
Kaplica św. Teodora Nowogrodzkiego
- Cerkiew św. Gabriela Archanioła w Królewcu

Cerkiew św. Serafina z Sarowa w Królewcu
- Cerkiew św. Gerazyma Bołdyńskiego w Królewcu

Cerkiew św. Teodora Uszakowa w Królewcu – ul. Aleksandra Hercena
- Cerkiew św. Jerzego w Królewcu

Cerkiew św. Anastazji w Królewcu
Kaplica św. Mikołaja
- Cerkiew Świętych Kosmy i Damiana w Królewcu

Cerkiew Ikony Matki Bożej „Poszukiwanie Zaginionych” w Królewcu
Kaplica Kazańskiej Ikony Matki Bożej
- Cerkiew św. Lidii w Królewcu
- Cerkiew św. Niny w Królewcu
- Cerkiew św. Pantelejmona w Królewcu
- Cerkiew św. Włodzimierza w Królewcu

Cerkiew św. Ireny w Królewcu
- Cerkiew Zaśnięcia Matki Bożej w Królewcu